# Janez Nepomuk Edling
Janez Nepomuk Edling, grof in šolnik, krščen, 1. maja 1751 v Gorici, † 1793, Dunaj.

## Življenje in delo
Grof Edling izhaja iz ajdovske veje plemiške rodbine Edling. Kje je študiral ni znano. 
Med 21. januarjem 1772 in 28. julijem 1774 je postal administrator škofijskih posestev  freisingenskega škofa. Ko je postalo aktualno vprašanje nove šole na Kranjskem je 20. aprila 1774 prvič zborovala ljubljanska šolska komisija. V jeseni 1775 je Blaž Kumerdej otvoril normalko in postal njen ravnatelj, grof Edling pa referent deželne šolske komisije. Kot referent je urejal osnovno šolo na Kranjskem in kasneje na Štajerskem. Njegovo službovanje v Ljubljani  pomeni začetek slovenske šole na Kranjskem. Ob njegovi pomoči so v knjige za slovenske šole vključili tudi slovensko leposlovje. Bil je član in ravnatelj obnovljene Academie operosorum.